# Podkarpacie Zachodnie
Podkarpacie Zachodnie (511) – podprowincja fizycznogeograficzna w Czechach (na Morawach) oraz na pograniczu austriacko-morawskim, między Masywem Czeskim od zachodu a zachodnim skrajem Karpat (Pogórze Zachodniobeskidzkie, Karpaty Słowacko-Morawskie, Karpaty Środkowomorawskie i Karpaty Austriacko-Morawskie) od wschodu.
Podprowincja dzieli się na pięć makroregionów:
- Pogórze Weinviertel (niem. Weinviertler Hügelland),
- Obniżenie Dyjsko-Swrateckie (cz. Dyjsko-svratecký úval),
- Brama Wyszkowska (cz. Vyškovská brána),
- Obniżenie Górnomorawskie (cz. Hornomoravský úval),
- Brama Morawska (cz. Moravská brána).